# Józef Pietras (karateka)
Józef Pietras (ur. 1 stycznia 1955 w Leszczynie, zm. 26 lipca 2025 w Krakowie) – polski karateka stylu Kyokushin. Posiadacz 6 Dan.
Karate Kyokushin zaczął uprawiać w 1974 roku. W tym samym okresie zdobywał wiedzę, trenując Jujitsu, Judo, Kendo.
Jeden z Polskich pionierów sztuk walki Kyokushin w Polsce. W latach siedemdziesiątych i osiemdziesiątych był sędzią stylu Kyokushin Karate. Szkoleniowiec, egzaminator na stopnie w systemie Kyokushin. Posiadacz 1 Dan jako druga osoba w stylu Kyokushin po Andrzeju Drewniaku w Polsce. W 1987 nawiązał kontakt z Shigeru Oyama, założycielem organizacji Oyama Karate. W latach 1991– 2011 współzałożyciel i wiceprezes Stowarzyszenia Oyama Karate. Shihan Józef Pietras w 2019 wstąpił do Międzynarodowej Organizacji IKO World So Kyokushin.
Prowadził  kursy, szkolenia specjalne dla grup zwiększonego ryzyka.
W Polskim Związku Służb Mundurowych  pełnił  funkcję wyszkolenia walka wręcz.
Ekspert knockdown karate  Kyokushin i w innych sztukach walki.
24 czerwca 2023 Shihan Pietras uczestniczył w pierwszej edycji Sztuki Walki Nas Łączą Budo.

## Stopnie Dan

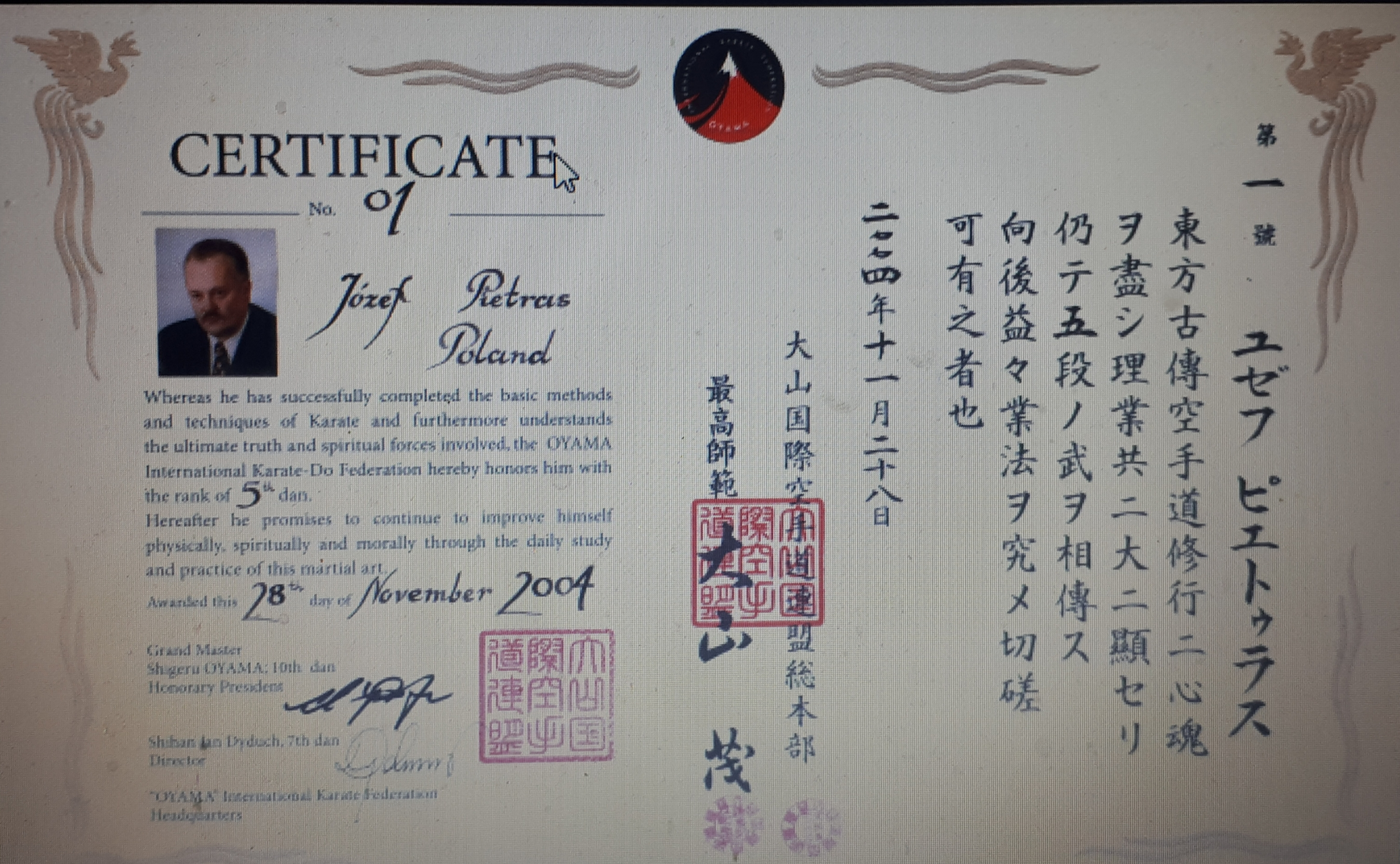
Certyfikat

- 1 Dan - 1976 Kraków, Polska
- 2 Dan - 1993 Papendal, Holandia
- 3 Dan - 1994 Kraków, Polska
- 4 Dan - 2000 Darłówko, Polska
- 5 Dan - 2004 Jelenia Góra, Polska
- 6 Dan - 2023 Szczecin, Polska